# باشگاه موتورسواری یاغی

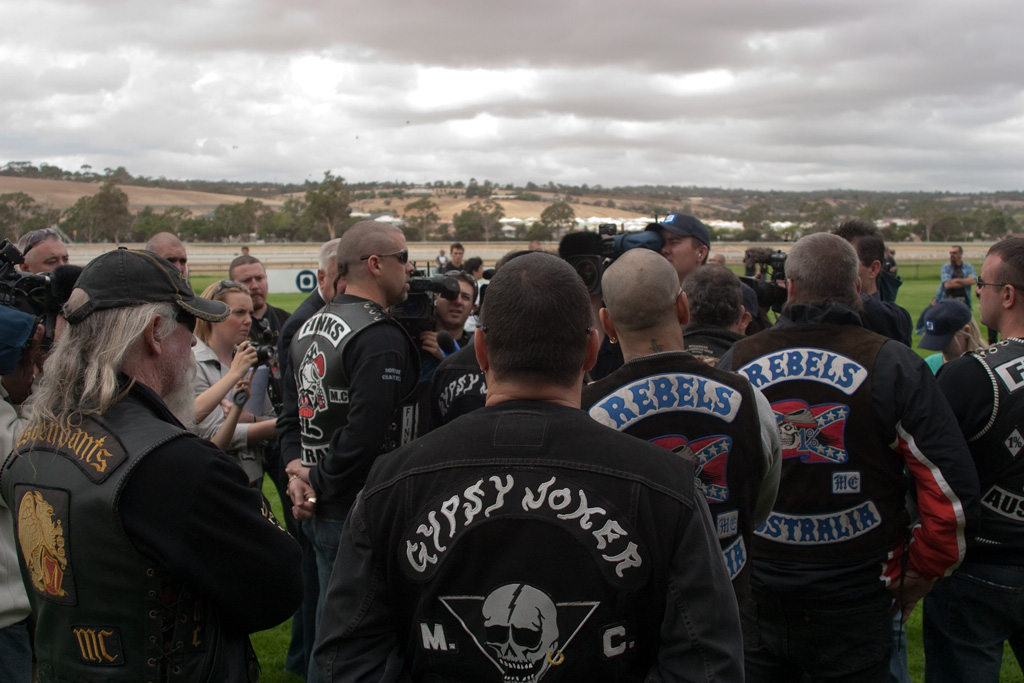
قرار تعدادی از اعضای یک باشگاه موتورسواری ۲۰۰۹.

باشگاه موتورسواران قانون‌گریز یک خرده‌فرهنگ در بین موتورسیکلت‌سواران حرفه‌ای است که ریشه‌هایش به جامعهٔ آمریکای بلافاصله بعد از جنگ جهانی دوم بر می‌گردد. این خرده‌فرهنگ بر استفاده از موتورسیکلت‌های کروزر و به طور خاص هارلی-دیویدسن و چاپر، و ایده‌آل‌هایی چون آزادی عدم پایبندی به فرهنگ جریان اصلی و وفاداری به گروه موتورسواری  تأکید دارد.
در آمریکا این باشگاه‌های موتورسواری از آنجا که مورد تأیید انجمن موتورسواران آمریکا (AMA) نیستند و به مقررات آن پایبند نیستند قانون‌گریز خوانده می‌شوند. باشگاه‌ها در عوض قانون‌های خود را دارند.